# وستگات (آیووا)
وستگات (به انگلیسی: Westgate) شهری در ایالت آیووا کشور ایالات متحده آمریکا است که جمعیت آن در سرشماری سال ۲۰۱۰ میلادی، ۲۱۱ نفر بوده‌است.